# Philosophiæ doctor

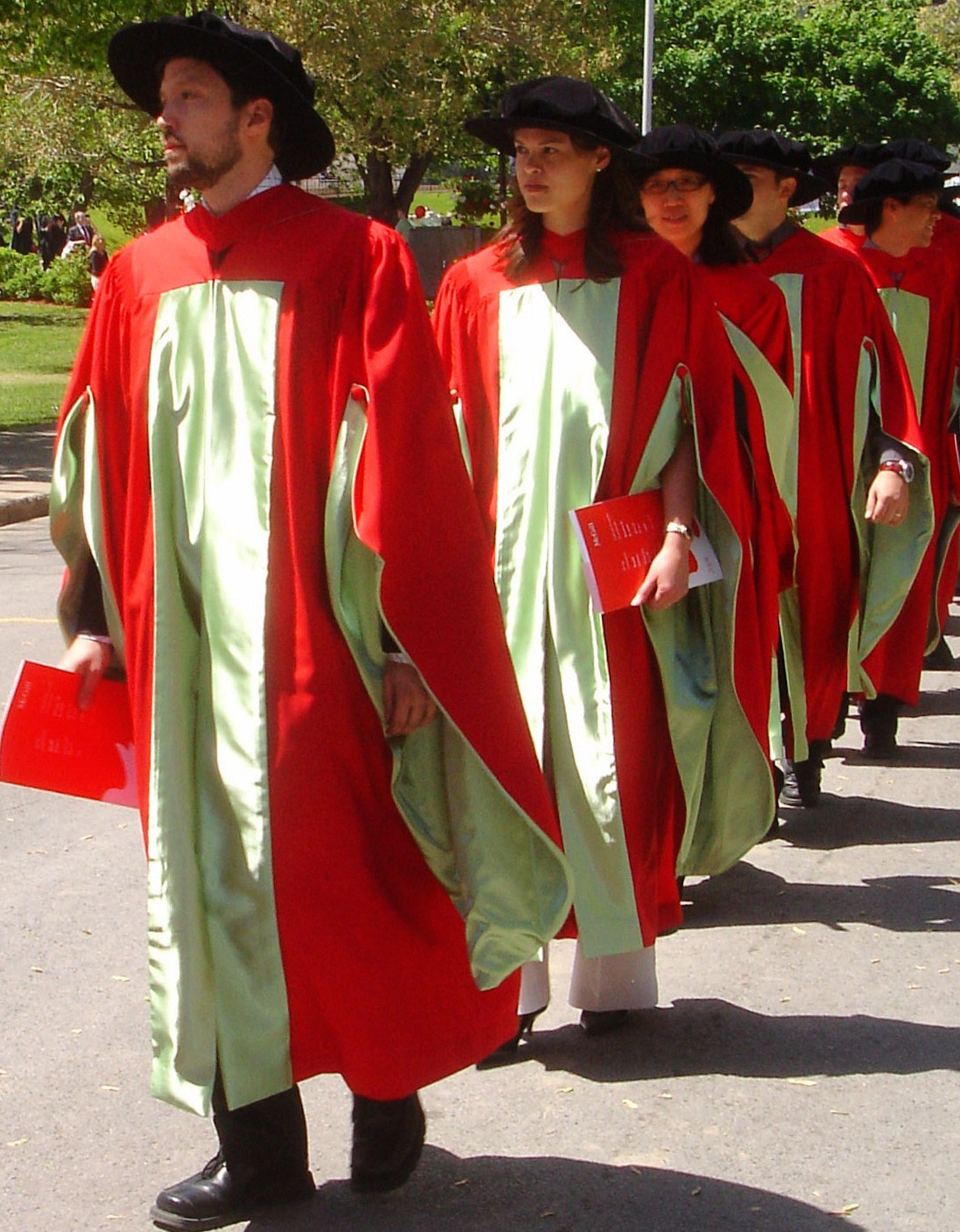
Graduats de la Universitat McGill vestint túniques de doctorat.

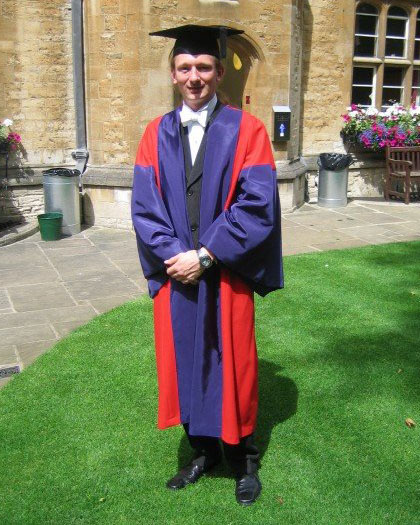
Doctor en Filosofia (DPhil) de la Universitat d'Oxford amb la seva vestimenta tradicional

En el sistema universitari anglès, el Philosophiæ doctor (literalment 'doctor en filosofia' en llatí; abreujat PhD, Ph. D. o DPhil) és un diploma d’especialitat en recerca en àrees tan diverses com les ciències socials i econòmiques; àrees científiques, mèdiques o de les humanitats.
El terme philosophy s'utilitza amb la mateixa freqüència amb la qual s'usava i difonia abans del segle xx a les universitats alemanyes, i en designa l'amor i l'estudi general de coneixements, segons resa l'etimologia de la paraula.

## Història
Aquest títol el va popularitzar al segle xix la Universitat Friedrich Wilhelm de Berlín, que el va utilitzar per assenyalar un treball original de recerca d'un jove investigador en el camp de les ciències o de les lletres. Aquesta denominació ràpidament es va difondre a l'espai germà i nòrdic, com una diferenciació dels doctorats conferits a investigadors de major edat ja àmpliament reconeguts pels seus mèrits, així com als doctorats honorífics.
Aquesta mateixa denominació va ser inicialment adoptada en 1861 als Estats Units per la Universitat Yale i en 1872 per la Universitat Harvard, per a després ràpidament estendre's pel territori estatunidenc, així com al Canadà i en el Regne Unit.
Aquest títol és comparable als doctorats d'universitat, però mai als doctorats d'especialitat (o de tercer cicle) introduïts a França en 1897 i 1954, ja que segons les mateixes autoritats de les universitats que els van emetre, no es corresponen amb el nivell d'exigència dels Doctorats d'Estat, i per contra aquests doctorats denominats de Tercer Cicle, vénen a ser equivalents a un títol de pregrau, tot i que en alguns països se'ls ha donat el valor equivocat. Aquestes titulacions van ser unificades el 1984, per la qual cosa Ph.D és avui dia equivalent al Doctorat d'Estat francès, que són diferents dels denominats del Tercer Cicle o d'Especialitat, segons ho expressen les mateixes autoritats acadèmiques de la Universitat de la Sorbona, les declaracions de la qual estan publicades en Internet.